# Aetheretmon valentiacum
Aetheretmon valentiacum è un pesce osseo estinto, appartenente agli attinotterigi. Visse nel Carbonifero inferiore (circa 350 - 345 milioni di anni fa) e i suoi resti fossili sono stati ritrovati in Europa.

## Descrizione
Questo pesce era di piccole dimensioni, e solitamente non raggiungeva i 10 centimetri di lunghezza. Il corpo era leggermente compresso lateralmente e dall'aspetto alto e tozzo. La testa era piuttosto grande, con un muso smussato. Gli occhi erano grandi, e la bocca era ampia. La pinna dorsale era posta appena dopo la metà del corpo, ed era opposta a quella anale, grande e di forma simile. La pinna caudale, negli esemplari adulti, era eterocerca e dotata di un lobo superiore molto allungato. Le pinne pettorali erano strette, mentre le pinne pelviche erano piccole e di forma triangolare. Le scaglie erano di forma quadrata nella parte dorsale del corpo, allungate e rettangolari nella zona ventrale, ed erano tutte disposte in file diagonali.

## Classificazione
Aetheretmon valentiacum venne descritto per la prima volta nel 1927 da White, sulla base di resti fossili risalenti all'inizio del Carbonifero inferiore e rinvenuti in Scozia. Aetheretmon è stato attribuito ai Rhabdolepididae, una famiglia di pesci ossei arcaici, solitamente inclusi nei paleonisciformi e caratterizzati da piccole scaglie.

## Paleobiologia
Uno studio compiuto nel 2016 sui fossili delle larve di Aetheretmon ha permesso di conoscere in dettaglio l'anatomia caudale di questi animali. Aetheretmon, nella fase larvale, possedeva due "code": una carnosa e una simile a una pinna. Nel corso dello sviluppo, queste due strutture si univano fino a sviluppare la pinna eterocerca, tipica degli adulti, con un lobo superiore sviluppato. Questa scoperta ha aiutato a confermare l'ipotesi secondo la quale sia i pesci attinotterigi attuali che quelli arcaici avessero uno sviluppo della pinna caudale esattamente nello stesso modo (Sallan et al., 2016). 